# 東喬丹 (密歇根州)
東喬丹（英語：East Jordan）是一個位於美國密歇根州夏利華縣的城市。

## 人口
根據2020年美國人口普查的數據，東喬丹的面積為10.15平方千米，當中陸地面積為7.77平方千米，而水域面積為2.38平方千米。當地共有人口2239人，而人口密度為每平方千米221人。